# Tainui (Stammesvereinigung)
Tainui ist eine Stammesvereinigung  (Māori: Waka-; wörtlich: Boot, Kanu) von vier Māori-Iwi. Die Konföderation umfasst vier wichtige, verwandte Iwi-Stämme im Zentrum der Nordinsel Neuseelands: Hauraki, Ngāti Maniapoto, Ngāti Raukawa und Waikato-Tainui. 

## Geschichte
Diese Iwi teilen die gemeinsame Abstammung von polynesischen Migranten, die Neuseeland mit dem mythischen Tainui Waka erreichten. Dieses soll vor etwa 800 Jahren den Pazifik von Hawaiki nach Aotearoa in Neuseeland überquert haben. Die Iwi werden durch das Māori King Movement (Kīngitanga) vertreten. Nachfahren von Pōtatau Te Wherowhero, eines Häuptlings der Iwi, stellen dabei bis heute den König bzw. die Königin der Māori, aktuell Ngā Wai Hono i te Pō.
Vertreterin der Iwi im neuseeländischen Parlament ist Nanaia Mahuta.